# Карл Вільгельм Сіменс
Карл Вільгельм Сіменс (4 квітня 1823 — 19 листопада 1883) — німецький та британський інженер-механік, винахідник та промисловець.
Член Лондонського королівського товариства (1862).

## Біографія
Народився в селі Ленте, в даний час частина Гердена, Ганновер, Німеччина, де його батько, Крістян Фердинанд Сіменс (31 липня 1787 — 16 січня 1840), був землевласником, який здавав маєтки в оренду. Мати — Елеонора Дейхман (1792 — 8 липня 1839). Вільгельм був четвертим сином (із чотирнадцяти) у ній. Він був братом Вернера фон Сіменса та Карла Генріха фон Сіменса.
23 липня 1859 року Сіменс одружився з Енн Гордон, молодшою дочкою письменника містера Йосипа Гордона і брата професора інженерії Університету Глазго Льюїса Гордона. Вільгельм говорив, що 19 березня цього року, він дав клятву на вірність двом дамам в один день — Королеві та своїй коханій. За кілька місяців до своєї смерті він був посвячений у лицарі. Вільям помер у понеділок 19 листопада 1883 року ввечері о дев'ятій, і був похований через тиждень — 26 листопада на цвинтарі Кенсал Грін.
Сіменс навчався на інженера-механіка. Створюючи свої винаходи, Сіменс спирався на вже існуючі знання про тепло та електрику, саме таким чином він створив перший електричний термометр. Створений ним пірометр, перший винахід Вільгельма Сіменса, пов'язував дві області, в яких він вів дослідження — металургійну та електричну.
Однак найвідомішим, найважливішим винаходом та великим досягненням його життя було створення регенеративної печі. Цей винахід призвев надалі до створення мартенівської печі.
Натхненний ідеєю пошуку необмежених джерел енергії, він пропонує гіпотезу про те, що Сонце виділяє тепло шляхом циркуляції палива в космосі, пізніше передруковує книгу «На захист сонячної енергії», що викликала суперечки у наукових колах.

## Інтернет-ресурси
- Profile from the Siemens company
- Past IEE Presidents
- Portrait of Carl Wilhelm Siemens from the Lick Observatory Records Digital Archive, UC Santa Cruz Library's Digital Collections